# Psammotettix insulae
Psammotettix insulae är en insektsart som beskrevs av Lindberg 1958. Psammotettix insulae ingår i släktet Psammotettix och familjen dvärgstritar. Inga underarter finns listade i Catalogue of Life.